# Apotactis
Apotactis is een geslacht van vlinders van de familie tastermotten (Gelechiidae).

## Soorten
- A. citroptila Meyrick, 1933
- A. drimylota Meyrick, 1918